# Semidalis rondoniensis
Semidalis rondoniensis är en insektsart som beskrevs av Meinander in Meinander och Penny 1982. Semidalis rondoniensis ingår i släktet Semidalis och familjen vaxsländor. Inga underarter finns listade i Catalogue of Life.